# Ady Claude

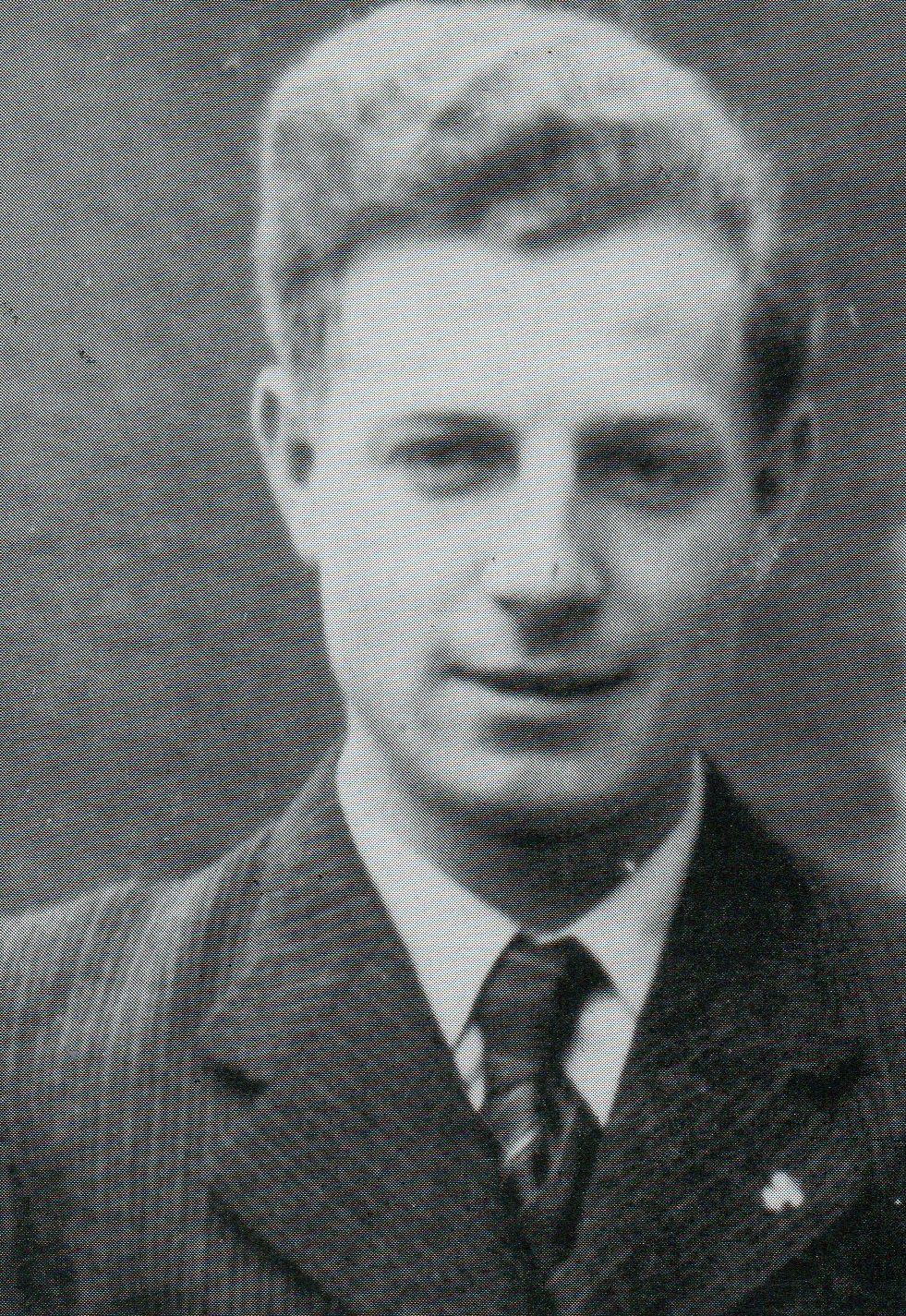
Ady Claude

Ady Jean Pierre Claude (* 8. Juni 1913 in Oberkorn; † 12. Februar 1942 in Köln) war ein luxemburgischer Arbeiter und Widerstandskämpfer gegen den Nationalsozialismus.

## Herkunft und Vorleben
Der Vater aus Hobscheid und die Mutter aus einem streng katholischen Elternhaus in Garnich besaßen ein eigenes Haus in Oberkorn, später auch in Garnich und in Differdingen. Ady Claude wuchs als zweites Kind seiner Eltern neben einem Bruder und drei Schwestern auf, zunächst in Oberkorn, ab 1921 in Garnich, zuletzt in Differdingen. Seine Muttersprache war Lëtzebuergisch; er war katholisch erzogen und selbst sehr religiös eingestellt. Er arbeitete ab 1929 auf der Differdinger Hütte. Ab 1932 war er aktives und enthusiatisches Mitglied und später auch Leiter der katholischen Scouttruppe in Differdingen. Aus dieser Pfadfindertätigkeit erwuchs später sein christlich-patriotisch motivierter Widerstand gegen den Nationalsozialismus.

## Widerstand und Verhaftung
Nach der Besetzung Luxemburgs am 20. Mai 1940 trat er offen gegen die Eingliederung in das Deutsche Reich ein, schrieb an den Chef der Zivilverwaltung, Gauleiter Gustav Simon einen Brief, in dem er gegen den Zwang zum Reichsarbeitsdienst, am 23. Mai 1941 durch Simon verordnet, protestierte. Trotz Drucks seiner Umgebung, seiner deutschen Freundin und seines Arbeitergebers, Androhung des Arbeitsplatzverlusts, lehnte er konsequent den Eintritt in die Volksdeutsche Bewegung (VdB) ab. Er war somit der Zivilverwaltung und der Geheimpolizei kein unbeschriebenes Blatt mehr, als er die illegale Widerstandsgruppe Lëtzeburger Freihétskämpfer, L.F.K., gründete, hervorgegangen aus dem vom Gauleiter 1940 verbotenen Pfadfinderverein in Differdingen. Die Gruppe wurde verraten. Die Gestapo verhaftete ihn am 1. Oktober 1941 um 2 Uhr nachts, Schichtwechsel, am Personaleingang der Hütte Differdingen, weitere 30 Mitglieder der Freiheitskämpfer am 5. November 1941. Sie wurden alle zum Verhör in das KZ Hinzert gebracht.

## Anklage und Prozess
Am 19. Januar 1942 begann vor dem Sondergericht, dem Volksgerichtshof Luxemburg, der Sammelprozess gegen 13 Angeklagte der Gruppe, darunter auch Claude. Die Anklage, vertreten durch den Staatsanwalt Leonhard Drach, warf ihnen hochverräterische Planungen und Tätigkeiten vor; dazu Waffenbesitz, Flugblattaktivitäten, Abhören und Verbreiten von Funk- und Radionachrichten.

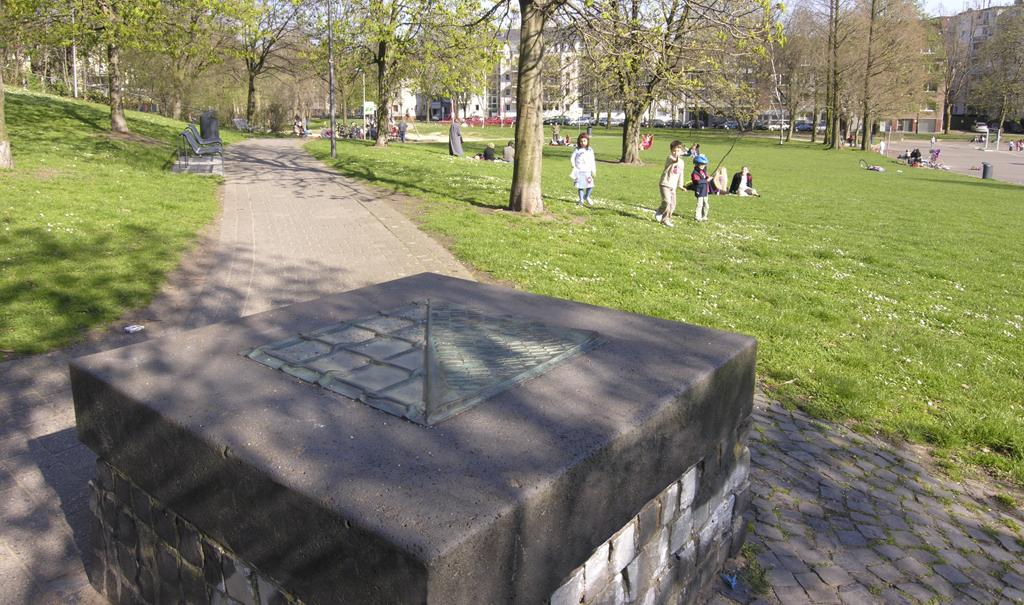
Klingelpützpark, Gedenkstein für die Hingerichteten auf den zu einem Hügel aufgeworfenen Schuttresten des Gefängnisses.

Für Claude und den mitangeklagten Dominik Dondelinger (* 12. Oktober 1897 in Zolwer) aus Rümelingen beantragte Drach die Todesstrafe. Am 23. Januar 1942 um 0.15 wurden beide zum Tode verurteilt und überstellt in die Zentrale Hinrichtungsstätte im Gefängnis Köln-Klingelpütz, 1969 abgerissen, heute Klingelpützpark mit Gedenkstein für die NS-Opfer. Die Mitangeklagten erhielten Zuchthausstrafen.

## Letzter Brief und Hinrichtung
Am Tag vor der Hinrichtung, am 11. Februar 1942, schrieb er seinen letzten Brief, Abschied und Rückblick auf seinen Lebensweg. Dies gelang durch die Unterstützung des Wachtmeisters Adam Pehl.
Die Hinrichtung erfolgte auf der Guillotine am 12. Februar 1942, morgens um 5.20 Uhr. Der erste Staatsanwalt (ESta) für den Strafvollzug Otto Schulz leitete die Hinrichtung, Staatsanwalt Drach wohnte ihr bei und verkündete das Todesurteil, unmittelbar danach ausgeführt von dem aus Hannover angereisten Scharfrichter Friedrich Hehr.
Seine Leiche wurde wie alle der in Köln hingerichteten Luxemburger, insgesamt 21, in eines der anatomischen Institute in Köln, Bonn oder Münster gebracht, dort in Formol eingelegt und in einem Betonkübel konserviert. Die Leichen wurden nach dem Krieg gefunden, seine sterblichen Überreste konnten nicht identifiziert werden, bei anderen gelang es.
Die Eltern und eine Schwester wurden im Herbst des gleichen Jahres nach Leubus (Schlesien) umgesiedelt; ein Bruder überlebte im Untergrund.
Drach ließ im Herbst 1944 kurz vor der Räumung Luxemburgs die als geheim eingestuften Akten des Sondergerichts im Hof des Landgerichts Trier verbrennen.

## Gedenkorte
- Gedenktafel am Grab der Eltern, auf dem Friedhof Differdingen.
- Gedenktafel am Haus der Familie Claude in Differdingen, Rue Dicks-Lentz 134, am 22. Juni 1969 angebracht von Pfadfindern und Widerstandskämpfern.
- Inschrift (Zitat aus seinem Abschiedsbrief) und Kurzbiographie in mehreren Sprachen am Denkmal Monumento alla Resistenza europea in Como.
- Straßenbennung in Differdingen: Rue Ady Claude.